# Configuration Management Database
Eine Configuration Management Database (CMDB, Deutsch: Konfigurationsmanagementdatenbank) ist eine Datenbank, welche zur Verwaltung, Dokumentation, Verknüpfung und Verfolgung von Konfigurationselementen (KEs) entlang des Lebenszyklus eines Produkts, Systems, Software etc. dient.

## Aufbau, Inhalte und Ziele
Die CMDB soll die folgenden Daten (=Konfigurationselemente) zentral dokumentieren und zur Verwaltung bereitstellen:
- Computersysteme und Anwendungssoftware (auch: Programmbibliotheken, Server, andere Datenbanken, Drucker, Module, Softwarekonfigurationen etc.)[7]
- Prozessartefakte wie Incident-, Problem- und Change-Records
- Beziehungen zwischen diesen Elementen

Zusätzlich werden spezielle Attribute (auch organisatorische und kaufmännische Informationen wie z. B. Anschaffungs- und Zeitwerte sowie Beschaffungsinformationen) für jedes KE erfasst und ermöglichen damit die Verwaltung von z. B. einer IT-Infrastruktur eines Unternehmens oder im speziellen Fall auch der Verwaltung von Softwareprodukten oder -varianten. Des Weiteren ermöglicht die CMDB als Teil eines Konfigurationsmanagements-Systems (CMS) damit eine Grundlage für die Fähigkeit zur Überprüfung (Englisch: Audit) und Einhaltung von Normen (Englisch: Compliance) eines (IT-)Unternehmens.
Eine CMDB kann auch für das sog. Asset Management genutzt werden, wo die unternehmerisch-kaufmännischen Werte im Kern der Aktivität stehen.
Ziel einer CMDB ist es also, alle Informationen aus den o. g. Datenbeständen an einer Stelle zu vereinen und so den Zugriff auf diese Daten einfacher und transparenter zu gestalten. Die Umsetzung muss jedoch nicht zwangsläufig eine physische Vereinigung der Daten in einer einzelnen, lokalen Datenbank sein, sondern es kann auch ein föderiertes Datenbankmanagementsystem zum Einsatz kommen (oder Cloud-basiert), so lange die Beziehungen, die Aktualität, Konsistenz etc. der Informationen der Konfigurationselemente gewährleistet wird.

## Spezifikation einer CMDB
Die Inhalte und Umfänge einer Configuration Management Database werden z. B. von der Distributed Management Task Force als CMDBf Specification (Stand 2010) festgelegt, sie ist jedoch im Einzelfall der Umgebung, dem Unternehmens, Produkt oder System genauer anzupassen und festzulegen.

## CMDB im Kontext von ITIL
ITIL 4 und ITIL V3 unterscheiden sich grundlegend, da Prozesse durch Praktiken ersetzt wurden, jedoch behalten beide Prozessmodelle ihre Gültigkeit. Das Konfigurationsmanagement (und damit verbunden die CMDB) sind unterschiedlich integriert, jedoch in beiden Modellen wichtiger Bestandteil:

### ITIL 4(seit 2019)
Die CMDB als Teil der Praktiken Service-Management, dort: Service Configuration Management

### ITIL V3
Die CMDB als Teil von Prozess Serviceüberführung "Service Transition", dort: Service Asset und Configuration Management

## CMDB-Werkzeuge (Beispiele)
Die folgenden Werkzeuge machen die CMDB explizit zur Anwendung. Eine CMDB kann jedoch auch implizit Teil einer größeren Softwareumgebung, z. B. ALM/PLM sein.
| Werkzeug                                                         | Hersteller    | Lizenz                                       |
| ---------------------------------------------------------------- | ------------- | -------------------------------------------- |
| SolarWinds Service Desk                                          | SolarWinds    | Kommerziell                                  |
| CMDBuild                                                         | Tecnoteca Srl | Open Source und Support                      |
| Configuration Management Database (CMDB), Teil von Service Graph | ServiceNow    | Kommerziell                                  |
| Docusnap                                                         | Docusnap GmbH | Kommerziell                                  |
| IBM Control Desk                                                 | IBM           | Kommerziell                                  |
| i-doit                                                           | synetics GmbH | Kommerziell und Open Source                  |
| iTop                                                             | Combodo Sarl  | Community und Kommerziell                    |
| BMC Helix CMDB                                                   | BMC Software  | Kommerziell                                  |
| SmartCMDB (dot4)                                                 | Realtech      | Kommerziell (als SaaS und On-Prem verfügbar) |
| USU IT Service Management (ITSM)                                 | USU           | Kommerziell                                  |